# Italian Car
Italian Car war ein italienischer Hersteller von Automobilen. Der Markenname lautete Modulo.

## Unternehmensgeschichte
Das Unternehmen aus Ronco Briantino unter der Leitung von Carlo Lammattina stellte 1988 sein erstes Fahrzeug aus, das später in Produktion ging. Das Fahrzeug wurde sowohl 1994 als auch 1995 auf dem Genfer Auto-Salon präsentiert. Falk Hartmann importierte das Modell nach Deutschland.

## Fahrzeuge
Das einzige Fahrzeug war ein Dreirad, bei dem sich ein Rad hinten befand. Auf einen Gitterrohrrahmen aus Stahl wurde eine leichte Karosserie aus glasfaserverstärktem Kunststoff montiert. Die Karosserie bot Platz für zwei Personen hintereinander. Für den Antrieb standen verschiedene Motorradmotoren von BMW und Moto Guzzi zur Wahl, darunter der Dreizylindermotor der BMW R 75 mit 750 cm³ Hubraum und 75 PS (55 kW)Leistung sowie der Vierzylindermotor der BMW K 1100 mit 1100 cm³ Hubraum und 100 PS (74 kW). 1993 betrug der Neupreis 65.000 DM.

## Sonstiges
Nigel Mansell kaufte einen Modulo.